# .uk
.uk is het achtervoegsel van Britse domeinnamen. .uk-domeinnamen worden uitgegeven door Nominet, die verantwoordelijk is voor het top level domain 'uk'. Nominet heeft geen grote wijzigingen in de structuur gemaakt, maar geeft alleen tweede level .co.uk domeinnamen uit. Voor individuen is er een tweede level domein .me.uk.
Nominet geeft sinds 10 juni 2014 ook .uk-topleveldomeinen uit. Domeinen met .co.uk, .org.uk en .me.uk blijven werkzaam en kunnen alsnog worden aangevraagd.

## Geschiedenis
Bij de invoering van het landdomein voor Groot-Brittannië en Noord-Ierland werd eerst gekozen voor het domein .gb (welke volgens de ISO 3166-1-normering correct is), maar later werd gekozen voor het .uk-domein, omdat GB voor Great Britain staat. Het domein is echter voor Groot-Brittannië én Noord-Ierland en daarom vond men de afkorting UK (United Kingdom) geschikter.
Vroeger werd het .gb-domein nog wel gebruikt, maar tegenwoordig is de extensie niet meer in gebruik. De laatste domeinnaam met de .gb-extensie was dra.hmg.gb.